# Pustki (województwo mazowieckie)
Pustki – wieś w Polsce położona w województwie mazowieckim, w powiecie siedleckim, w gminie Siedlce.  Ma status sołectwa. Leży 6 km na wschód od centrum Siedlec.
Przez Pustki przebiega droga powiatowa Stok Lacki – Grubale.
Wierni Kościoła rzymskokatolickiego należą do parafii św. Mikołaja w Pruszynie.
W latach 1975–1998 miejscowość położona była w województwie siedleckim.